# Ciència i tecnologia a Israel

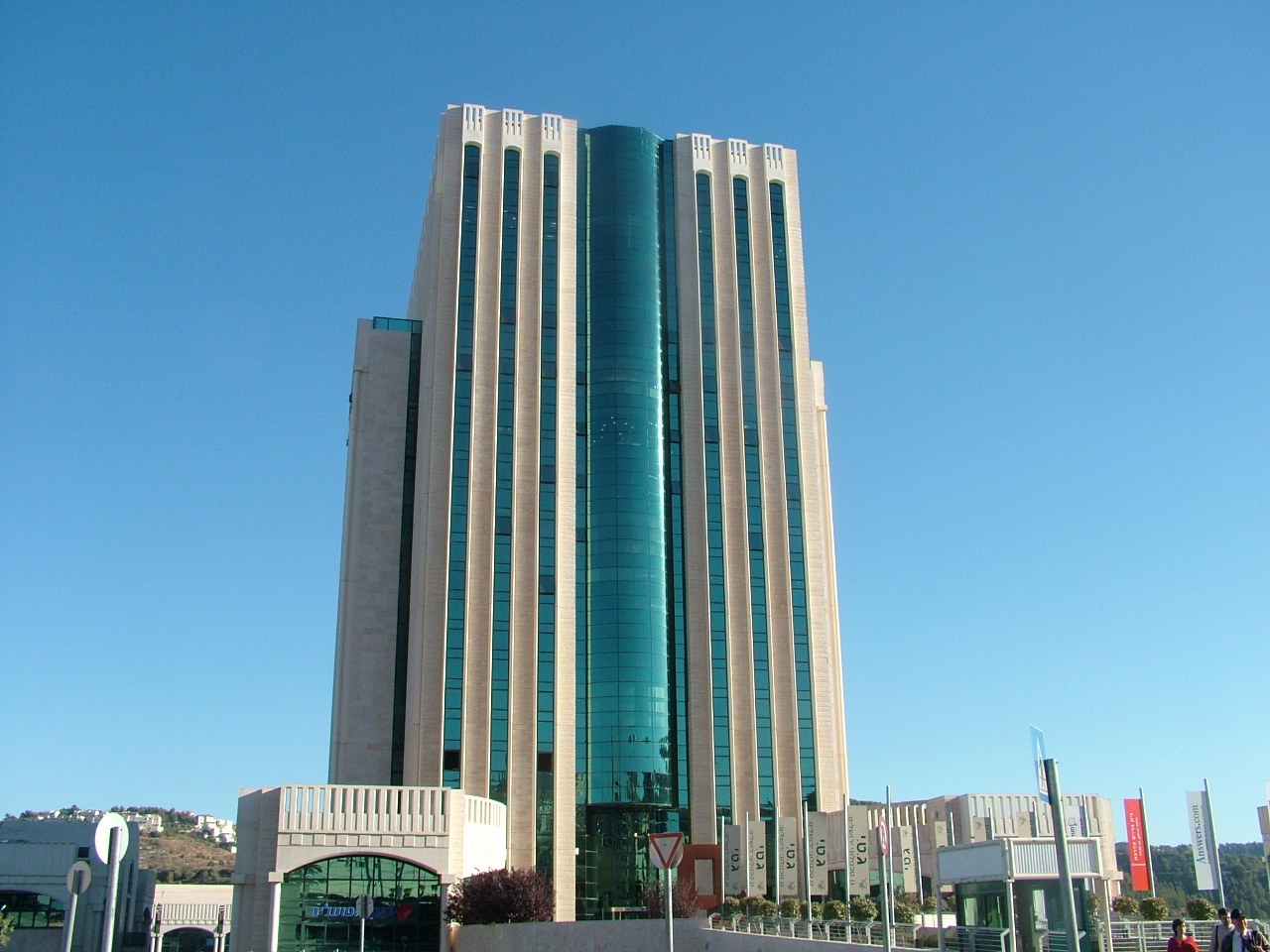
Parc Tecnològic de Jerusalem.

Des de la seva fundació, l'Estat d'Israel ha dedicat notables esforços a la ciència i a la tecnologia. Les aportacions israelianes en ciència i en enginyeria han estat molt significatives. Els científics i investigadors israelians han realitzat contribucions rellevants a la genètica, a la informàtica, a l'electrònica, a l'òptica i a altres indústries d'alta tecnologia. La ciència israeliana és ben coneguda per la seva desenvolupada tecnologia militar, per la seva agricultura científica i per la seva medicina d'avantguarda.
Israel ocupa el tercer lloc en despesa en Recerca i Desenvolupament, el vuitè en preparació tecnològica (d'acord amb la despesa de les seves companyies en R+D, la creativitat de la seva comunitat científica, el nombre d'ordinadors personals i l'índex de penetració d'Internet), l'onzè en innovació, el setzè en exportacions d'alta tecnologia i el dissetè en assoliments tecnològics en la llista Nation Master de països al món per estàndards econòmics.
Israel és la nació que produeix més publicacions científiques per capita –109 per cada 10.000 persones–. També presumeix de ser un dels països amb més patents registrades per capita.

## Agricultura
Per afrontar la aridesa de les seves terres, Israel ha estat pioner en tecnologia agrícola avançada, tals com a sistemes de regadiu baixos en consum d'aigua, agricultura en el desert, recerca en salinitat, compost enriquit i optimització de collites, incloent l'enginyeria genètica aplicada a la millora dels cultius.

## Física
Israel té també una alta reputació en física teòrica. Els físics israelians s'han centrat en aspectes conceptuals i teòrics de la física, especialment en qüestions d'espai i temps, i les paradoxes i fenòmens estranys de la mecànica quàntica.

## Química
Israel ha guanyat fins avui 4 premis nobel en química.
En 2004 els biòlegs israelians Aarón Ciechanover i Avram Hershko van ser guardonats amb el premi nobel al costat d'Irwin Rose per les seves observacions sobre la degradació de les proteïnes regulada per la ubiquitina, una petita proteïna que apareix de manera natural en les cèl·lules eucariotes.
En 2009 la cristalògrafa israeliana Ada Yonath reconeguda pels seus treballs pioners en l'estructura dels ribosomes. Ada va introduir una nova tècnica per a l'estudi de cristal·lografia en estructures biològiques, la crio bio-cristal·lografia, que facilita projectes de cristal·lografia, els quals d'una altra manera serien més complicats de resoldre. Ada és també directora del Centre d'Estructura Biomolecular Helen i Milton A. Kimmelman de l'Institut Weizmann.
L'any 2011 Dan Shechtman va rebre també el premi nobel. Entre 1981 a 1983 va treballar a la Universitat Johns Hopkins amb aliatges d'alumini i va descobrir la fase anomenada icosaédrica, la qual obre un nou camp per als cristalls cuasiperiódicos. Gràcies al descobriment de Dan Shechtman, altres grups van ser capaços de formar quasicristalls similars, i van trobar que aquests materials tenen baixa conductivitat tèrmica i elèctrica, mentre que posseeixen una alta estabilitat estructural. Els quasicristalls també s'han trobat de manera natural. Per aquest descobriment va ser acreditat amb el premi.
En 2013 l'israelià Arieh Warshel al costat d'un científic austríac i un científic sud-africà va asseure les bases dels potents programes que són usats per comprendre i predir els processos químics.

## Institucions científiques
| Centre                                | Municipi         |
| ------------------------------------- | ---------------- |
| Centre de Recerca Agrícola Volcani    | Rixon le-Tsiyyon |
| Institut Tecnològic d'Israel Technion | Haifa            |
| Institut Weizmann de Ciències         | Rehobot          |
| Universitat Bar-Ilan                  | Ramat Gan        |
| Universitat Ben-Gurion del Nègueb     | Beerxeba         |
| Universitat de Tel-Aviv               | Tel-Aviv         |
| Universitat Hebrea de Jerusalem       | Jerusalem        |

## Empreses d'alta tecnologia
- Civils
  - Amdocs
  - Check Point
  - Chromatis
  - El-Op
  - Exanet - NAS storage
  - Teva - farmaceútica
  - Ness Technologies - Proveïdor de serveis globals de programari.
  - Netafim - reg informatitzat, etc.
  - M-Systems - capdavanter en sistemes d'emmagatzematge de memòria flaix.
  - Mercury - Capdavanter en eines de programari de qualitat.
  - Zend Technologies - Infraestructures web, creadors de PHP.
- Tecnologia mediambiental i reciclatge 
  - ArrowBio Arxivat 2019-03-26 a Wayback Machine., tractament mecànic de residus biològics.
- Seguretat\militar\govern
  - Elbit
  - El-Op
  - IAI - (Israel Aeronautical Industries) - Aeronàutica
  - IMI - (Israel Military Industries) - Armament
  - Rafael - Armament
  - Soltam - productes militars i protecció
  - Vishay - productes electrònics i components

## Reconeixements

### Premis Nobel
6 israelians han guanyat el Premi Nobel.
En 2004, els biòlegs Avram Hershko i Aarón Ciechanover del Technion van compartir el premi Nobel de Química.
En 2002, el psicòleg estatunidenc-israelià Daniel Kahneman va guanyar el premi Nobel d'Economia.
En 2005, Robert Aumann, professor de la Universitat Hebrea de Jerusalem, va guanyar el premi Nobel d'Economia.
En 2009, Ada Yonath va guanyar el premi Nobel de Química.
En 2011, Dan Shechtman va rebre el premi Nobel de Química.